# Newseum
El Newseum fue un museo interactivo de noticias y periodismo que se encuentra en la avenida Pennsylvania, en Washington D. C.. Su fecha de cierre al público el 1 de enero de 2020 permite el uso del edificio para los programas de postgrado de la Universidad Johns Hopkins. El edificio de siete plantas cuenta con 15 teatros y 14 galerías. Alberga la mayor colección de fragmentos del Muro de Berlín fuera de Alemania. En la galería de portadas del día se pueden apreciar más de 80 periódicos internacionales. Otras galerías retratan grandes acontecimientos que fueron cubiertos por la prensa, como la tragedia del 11 de septiembre y otros hechos relevantes en la historia del periodismo como la Primera Enmienda, la historia de Internet, de la radio y la televisión. 
Abrió sus puertas al público el 18 de abril de 1997 en Rosslyn, Virginia. La entrada era gratuita y su misión era: “ayudar al público y a los medios de comunicación a entender mutuamente y concienciar al público sobre la importancia del rol de una prensa libre en una sociedad democrática”. En cinco años, el Newseum original atrajo a 2,25 millones de visitantes. El Newseum fue fundado por el Fórum de Libertad, una fundación sin ánimos de lucro comprometida con la libertad de imprenta y de expresión.
La institución vio años de pérdidas financieras. En febrero de 2018, esas pérdidas llevaron a explorar la posibilidad de vender su edificio o mudarse a otra ubicación. En enero de 2019, Freedom Forum anunció que la  The Johns Hopkins University compraría el edificio por $372,5 millones para usar el espacio para varios programas de graduados. El Newseum cerró en diciembre de 2019 y el edificio fue demolido en 2021 para preparar la construcción de las instalaciones de Hopkins. En 2022, la institución estaba buscando una nueva ubicación para el museo.

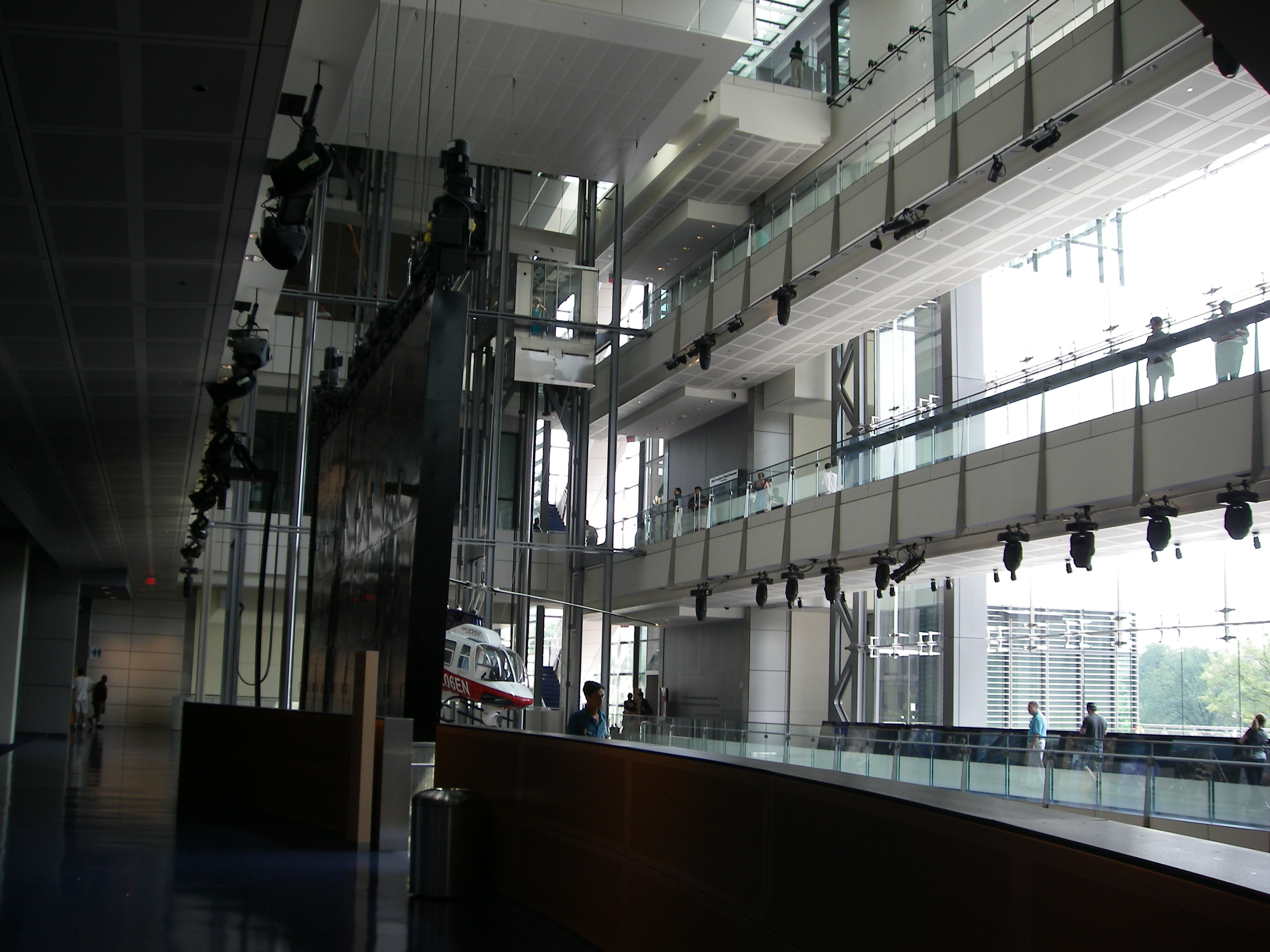
El Newseum visto por dentro.

## Historia
En el año 2000, Fórum de la Libertad decidió trasladar el Newseum de Arlington, Virginia, a Washington. El Newseum original fue cerrado el 3 de marzo de 2002 para que su personal se concentrase en la construcción del nuevo y más grande edificio. El nuevo museo, con un coste de 450 millones de dólares, abrió sus puertas al público el 11 de abril de 2008.
Luego de obtener una locación emblemática en la avenida Pennsylvania, la Junta del Newseum eligió al diseñador Ralph Appelbaum, también diseñador del antiguo Newseum de Arlington, y al arquitecto James Stewart Polshek, quien diseñó junto a Todd Schliemann el Rose Center for Earth and Space del Museo Americano de Historia Natural de Nueva York, para que trabajasen en el nuevo proyecto.
El dúo tenía las siguientes metas:
- Diseñar un edificio que fuera un icono arquitectónico, fácilmente reconocible y recordado por los visitantes de todo el mundo.
- Crear un museo tres veces más grande que el original, con capacidad para acoger a más de dos millones de personas por año.
- Celebrar la Primera enmienda a la Constitución de los Estados Unidos de Norteamérica, en particular, sus protecciones a la libertad de imprenta y de expresión.

Una galería que fue mantenida y trasladada desde el museo de Arlington es el Journalists Memorial, una elegante escultura en vidrio con la lista de nombres de 1 900 periodistas de todo el planeta que fueron asesinados cumpliendo su deber periodístico. Cada año es actualizada y nuevos nombres son agregados.
El museo mantiene un sitio web que es actualizado diariamente con imágenes y versiones PDF de las portadas de periódicos a nivel mundial. También está disponible un archivo de las portadas de los eventos más notables desde el 2001. A diferencia del antiguo museo de Arlington, el nuevo Newseum sí cobra la entrada al público.
Jerry Frieheim, un graduado de la Escuela de Periodismo de la Universidad de Misuri, fue el primer director ejecutivo del Newseum y clama ser el responsable de su nombre.

## El edificio
La construcción de 60 000 m² incluye un atrio de cerca de 30 metros, 7 plantas, 15 teatros, 12 galerías mayores, y muchas más pequeñas exhibiciones, dos estudios de transmisión y un salón interactivo de noticias. El edificio también cuenta con un teatro más grande, con la capacidad de acoger a 500 personas. Sus ascensores de vidrio son los ascensores hidráulicos más altos del mundo. Se encuentra ubicado en la mítica avenida Pennsylvania, que conecta la Casa Blanca con el Capitolio. Cuenta con una terraza panorámica desde la que se puede apreciar el Capitolio.

## Exhibiciones permanentes

### El Gran Hall de noticias
Los visitantes entran a un atrio de casi 30 metros donde están expuestos a un gran flujo de noticias. Del techo cuelgan dos iconos de los procesos actuales de transmisión de noticias: un helicóptero Bell y un satélite.

### La Galería de historia de noticias de la News Corporation
Una línea del tiempo acompaña la extensa colección de periódicos y revistas del Newseum. La galería también cuenta con pantallas táctiles desde las que se puede acceder a una gran base de datos de periodistas y juegos interactivos. En los muros se observan casos que confrontaron a periodistas y cientos de artefactos utilizados en la profesión.

### Sala de noticias interactiva de la NBC
Los visitantes tienen la oportunidad de ejercer el rol de un reportero o fotógrafo a través de las pantallas táctiles. También cuenta con ocho estaciones en las que se puede coger un micrófono y pararse frente a una cámara para sentir cómo es ser un periodista de televisión.

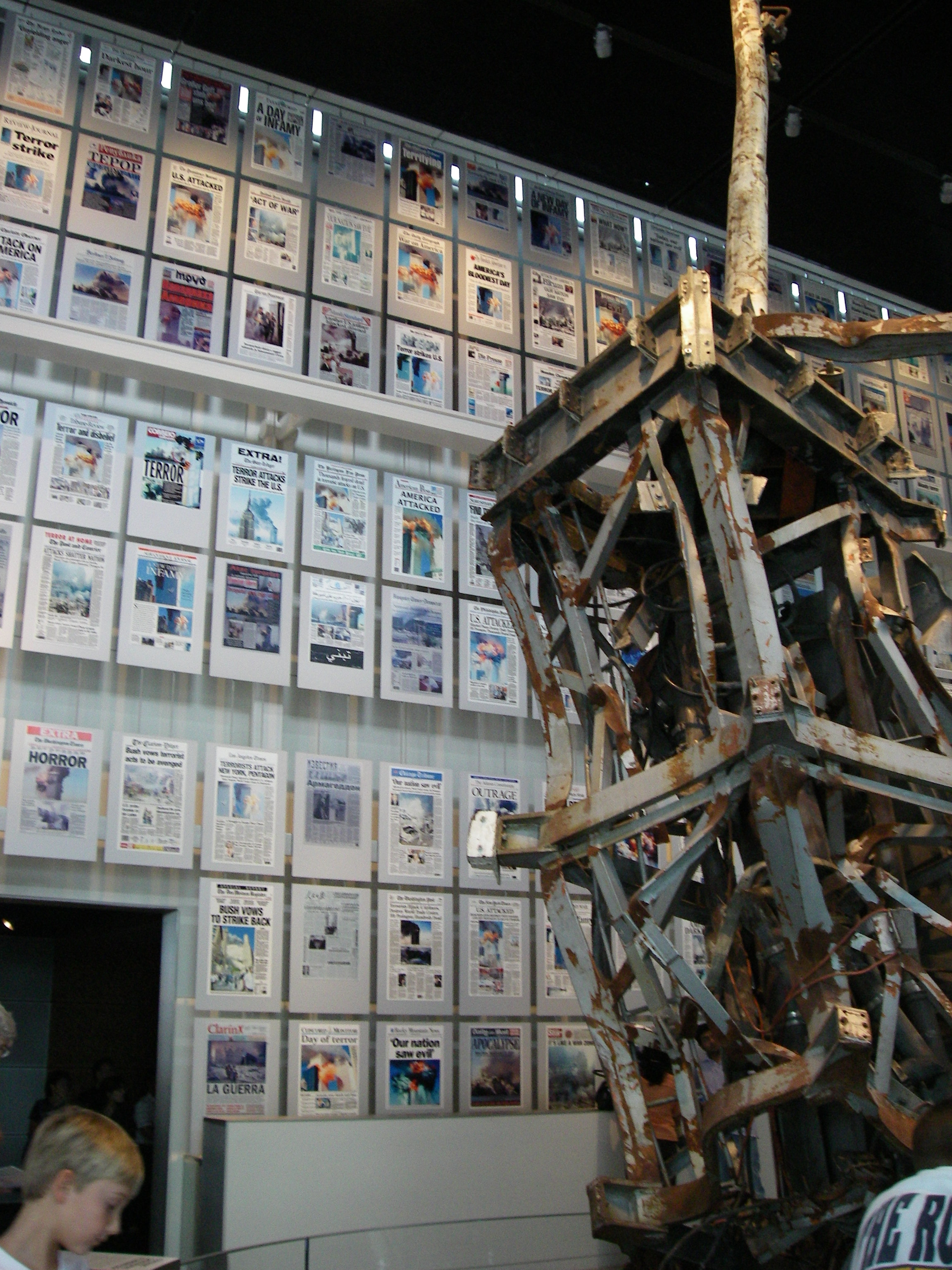
Antena de una de las Torres Gemelas que se conserva en la galería del 11 de septiembre del Newseum.

### La Galería del 11 de septiembre (patrocinada por Comcast)
En esta galería se muestra cómo la prensa cubrió la tragedia de las Torres Gemelas, con un especial tributo a William Biggart, un fotógrafo que murió en los atentados mientras hacía su trabajo, incluyendo las últimas fotografías que tomó. También se muestran las portadas de los diferentes diarios del mundo correspondientes al día posterior, así como testimonios de profesionales que ese día estuvieron presentes ejerciendo el periodismo.

### La Galería de Internet, Radio y Televisión de Bloomberg
Esta sala muestra las imágenes más memorables de la historia de noticias transmitidas por televisión, radio e internet. También recuerda a Edward Murrow, una de las figuras más importantes del periodismo durante la Guerra Fría.

### La Galería de los Premios Pulitzer de Fotografía
Aquí se pueden apreciar todas las imágenes galardonadas con el famoso premio, así como entrevistas con algunos de sus autores.

### Journalists Memorial
El Newseum honra a aquellos reporteros, fotógrafos y presentadores de radio y televisión que murieron haciendo noticias. Más de 1913 profesionales de la información de todo el mundo están grabados en los paneles de cristal que cuelgan de las dos estructuras del museo. El memorial se reedita año tras año añadiendo los nombres de aquellos comunicadores que perdieron su vida por el periodismo. Al lado del memorial hay alrededor de cien fotos de estos personajes honoríficos y también se pueden observar pantallas electrónicas que contienen datos de cada honorario. 

### Galería del muro de Berlín
Gracias a las noticias y a la información que se publica en la prensa, la radio o la televisión una sociedad opresiva puede caer y cerrarse. Esta galería cuenta la historia de que gracias a la información la Alemania este puedo ver la luz de la libertad. El pasaje contiene una porción original del Muro de Berlín.

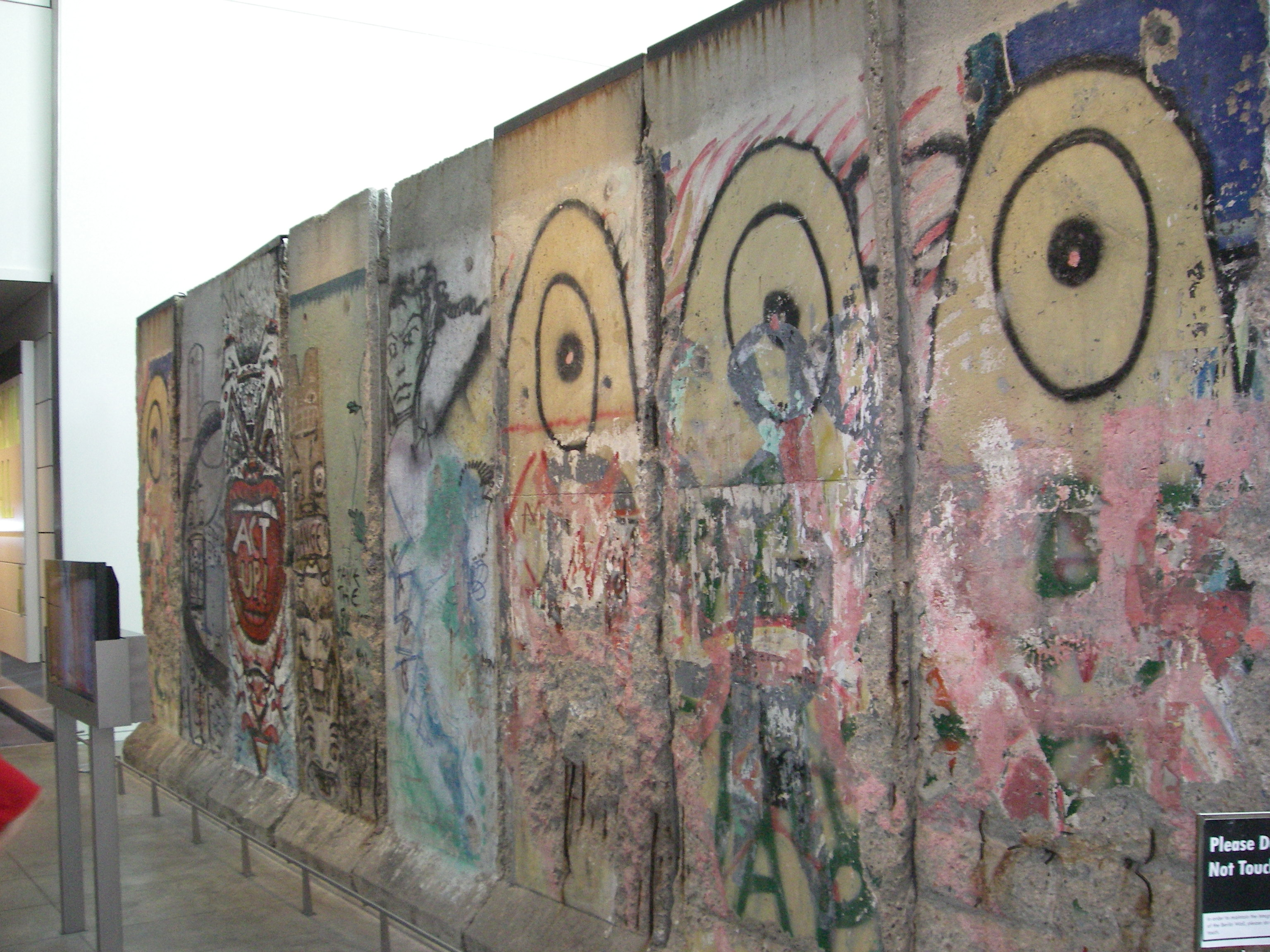
Fragmento del muro de Berlín en el Newseum.

### Galería de la Primera Enmienda
Esta sala está dedicada a la Primera Enmienda a la Constitución de los Estados Unidos. Por primera vez en la historia, la constitución garantizaba a las personas las cinco libertades fundamentales.

### Galería mundial de noticias de la Time Warner
La exhibición está compuesta por un largo mapa que ilustra gráficamente iconos internacionales de la libertad de prensa que arriesgaron su vida por el periodismo.

### Gran galería de libros de la familia Pulliam
La galería de la familia Pulliam contiene una serie de libros y documentos políticos en la llamada “esquina de la libertad”. La “Magna Carta to the Federalist Papers” o la primera impresión en papel de la Constitución de Estados Unidos son algunos de los escritos que se pueden observar a través de las pantallas interactivas.

### Galería de las portadas de hoy
Cada día se pueden consultar electrónicamente 700 portadas de los periódicos más importantes de todo el mundo. Esta galería pretende que las personas ajenas a la profesión de reporteros o fotógrafos entiendan mejor el trabajo de estas personas y los valores de la prensa libre.

### Terraza Hank Greenspun en la Avenida Pennsylvania
El Capitolio, la Galería Nacional de Arte, el Archivo Nacional o el Obelisco de Washington son algunos de los monumentos y edificios que se pueden observar desde la terraza de esta galería. Esta ofrece una panorámica de la historia de América y de la calle más famosa de Washington, la avenida de Pennsylvania, donde se realizan los desfiles presidenciales, las procesiones fúnebres o las alegres y estridentes celebraciones.

### El Centro de Ética de la familia Bancroft
El Centro Ético está formado por una serie de pantallas electrónicas donde los visitantes pueden ser periodistas por un día. A través de un juego se enfrentan a los problemas reales de los profesionales.

## El Newseum en cifras
- 643,000 – Material total que se proyecta en la avenida de Pennsylvania y en la Sixth Street.
- 100,000 – Palabras en los escritos
- 35,000 – Número total de periódicos.
- 6,214 – Número total de material que contiene la colección del museo excluyendo los periódicos y las fotografías.
- 3,800 – Imágenes (didujos, cómics, portadas, fotografías y otros elementos gráficos)
- 3,262 – Años que tiene el material más antiguo de la colección. Este es un ladrillo cuneiforme de Sumeria.
- 1,063 – Pases de prensa en la colección del Newseum.
- 1,000 – Portadas de periódicos y revistas históricas accesibles gracias a las pantallas interactivas.
- 450 – Millones de dólares que se han invertido a través del Fórum de la Libertad, fundaciones, familias y corporaciones en el proyecto del Newseum.
- 367 – Revistas y periódicos históricos disponibles en la Galería Nacional de Historia.
- 41 – Altura del edificio.
- 130 – Estaciones interactivas con más de dos docenas de programas interactivos.
- 100 – Número mínimo de diferentes producciones de video en el museo y también el número en millas de cable de fibra óptica que ordenan el Newseum.
- 99 – Aparatos de televisión.
- 90 – Altura, en pies, del hall del Newseum.
- 76 – Cámaras no digitales.
- 68 – Entrevistas a los ganadores del Premio Pulitzer.
- 50 – Toneladas de mármol usados para crear la primera enmienda de la fachada del edificio de la avenida de Pennsylvania.
- 48 – Número de monitores de 34 pulgadas expuestos en dos paredes (24 en cada pared).
- 28 – Anotaciones y apuntes de los periodistas más relevantes de la historia.
- 15 – Teatros.
- 14 – Galerías.
- 12 – Áreas de exhibición adicionales.
- 8 – Secciones del Muro de Berlín que pesan aproximadamente tres toneladas.
- 7 – Niveles.
- 5 – Cámaras digitales en el Newseum.
- 2 – Estudios de televisión.